# إكيليل أزغب
إكيليل أزغب (الاسم العلمي:Coronilla pubescens) هي نوع غير مؤكد من النباتات يتبع جنس الإكيليل من الفصيلة البقولية.